# هوسیک فالز، نیویورک
هوسیک فالز (به انگلیسی: Hoosick Falls) یک منطقهٔ مسکونی در ایالات متحده آمریکا است که در شهرستان رنسلیر، نیویورک واقع شده‌است. هوسیک فالز ۳٬۵۰۱ نفر جمعیت دارد و ۱۳۵٫۰۳ متر بالاتر از سطح دریا واقع شده‌است.